# Babići (Prijedor)
Pour les articles homonymes, voir Babići.
Babići (en serbe cyrillique : Бабићи) est un village de Bosnie-Herzégovine. Il est situé sur le territoire de la ville de Prijedor et dans la république serbe de Bosnie. Selon les premiers résultats du recensement bosnien de 2013, il compte 948 habitants.

## Géographie
Le village est situé au nord-est du lac de Saničani.

## Démographie

### Évolution historique de la population dans la localité
| 1948 | 1953 | 1961  | 1971  | 1981  | 1991  | 2013 |
| ---- | ---- | ----- | ----- | ----- | ----- | ---- |
| -    | -    | 1 335 | 1 290 | 1 443 | 1 358 | 948  |

|  |